# Frastanz
Frastanz ist eine Marktgemeinde mit 6669 Einwohnern (Stand 1. Jänner 2024) im Bezirk Feldkirch im österreichischen Bundesland Vorarlberg.

## Geografie
Frastanz liegt im Bezirk Feldkirch in Vorarlberg, dem westlichsten Bundesland Österreichs, auf 510 Metern Höhe. 61,2 Prozent der Fläche sind bewaldet. Die Samina fließt bei Frastanz in die Ill.
Das gesamte österreichische Saminatal gehört zum Gemeindegebiet, ebenso Teile der Drei Schwestern-Gruppe und der Galina-Gruppe, beides Untergruppen des Rätikons.

### Naturschutzgebiete
- Europaschutzgebiet Spirkenwälder Saminatal
- Frastanzer Ried (Naturdenkmal und geschützter Landschaftsteil)
- Maria–Grüner Ried (Naturschutzgebiet)

### Gemeindegliederung
Ortsteile der Gemeinde sind:
- Hofen
- Einlis
- Amerlügen (219 Einwohner)[1] Die Parzelle Amerlügen liegt auf einer Terrasse am Ostabhang des Vorderälpeles auf rund 760 Metern Seehöhe.

- Fellengatter (1.424 Einwohner)[1] ist die größte Parzelle des Ortes, und auf ihrem Gebiet des Stadtschrofens sind früheste Siedlungsspuren aus prähistorischer Zeit nachweisbar.
- Bodenwald
- Frastafeders (255 Einwohner)[1] Die Parzelle Frastafeders liegt auf einer – vom Dorf Frastanz aus gesehen – südseitigen Hangterrasse in einem Höhenbereich von 560 bis 590 m. Die urkundlich mehrmals erwähnte Burg Frastafeders im Klöslefeld (beim Schloss) konnte durch die Ausgrabungen unter Wilhelm Sydow eindeutig archäologisch nachgewiesen werden.
- Gampelün (254 Einwohner)[1] liegt südöstlich von Frastanz auf Hangterrassen auf etwa 700 m. In den Frastanzer Urkunden erscheint der Name „Gampelü“ erstmals im Jahr 1365; es umfasst die Ortsteile Winkel, Oberes Gampelün, Rofel, Kosa, Bardella, Anderhalden und Galätscha.
- Sonnenheim
- Bardella

Bardella und Gampelün sind fast vollständig von Nenzing umgeben, aber keine tatsächlichen Exklaven. Bardella ist über die Fläche der Verbindungsstraße zu Gampelün mit dem Hauptteil des Gemeindegebiets verbunden und Gampelün über die Fläche Roßniser Straße.

### Nachbargemeinden
| Feldkirch      | Göfis                                       | Satteins     |
| Mauren Eschen  | Kompassrose, die auf Nachbargemeinden zeigt | Nenzing (BZ) |
| Planken Schaan | Balzers                                     |              |

## Geschichte

### Ortsgeschichte
Frastanz liegt an einer Römerstraße. Die Habsburger regierten die Orte in Vorarlberg wechselnd von Tirol und Vorderösterreich (Freiburg im Breisgau) aus.
Die Burg Frastafeders dürfte um 1258 im Gefolge der ersten montfortischen Linienteilung als Vorposten der Grafen von Werdenberg gegen Feldkirch entstanden sein. Außerdem besaß sie wohl die Aufgabe, den Weg über das Sarojajoch zu sichern.

Welches Dienstmannengeschlecht der Werdenberger im 13. Jahrhundert auf Frastafeders saß, ist unbekannt. 1317 verlieh Graf Rudolf II. von Werdenberg-Sargans die Burg dem Reichsritter Ulrich Thumb von Neuburg.

Die Burg Frastafeders bestand nicht einmal hundert Jahre. Bereits um 1344 wurde sie im Rahmen einer Auseinandersetzung zwischen den Grafen von Montfort-Feldkirch zerstört.
Auf Frastanzer Boden fand 1499 die Schlacht bei Frastanz statt, eine der blutigsten und wichtigsten Entscheidungsschlachten des Schwabenkrieges. Von 1805 bis 1814 gehörte der Ort zu Bayern, dann wieder zu Österreich.
Frastanz unterstand lange Zeit der Herrschaft Sonnenberg. Frastanz und Nenzing bildeten in früherer Zeit eine Art Doppelgemeinde. Bis ins 18. Jahrhundert waren beide Gemeinden als kleine Gnos unter den Bruggen eine steuerliche Einheit. Kirchlich gehören die Nenzinger Ortsteile Motten, Mariex und Mittelberg seit 1785 zu Frastanz.
Am 15. Juni 1910 durchbrach die Ill die Dammbauten an drei Stellen und verwandelte das Frastanzer Ried in einen einzigen See.
Zum österreichischen Bundesland Vorarlberg gehört Frastanz seit seiner Gründung 1861. Der Ort war 1945 bis 1955 Teil der französischen Besatzungszone in Österreich.

### Bevölkerungsentwicklung
Für das Jahr 2003 ist ein Ausländeranteil von 17,8 Prozent ausgewiesen.
Der Rückgang der Einwohnerzahl von 2001 auf 2011 ist auf eine negative Wanderungsbilanz zurückzuführen.

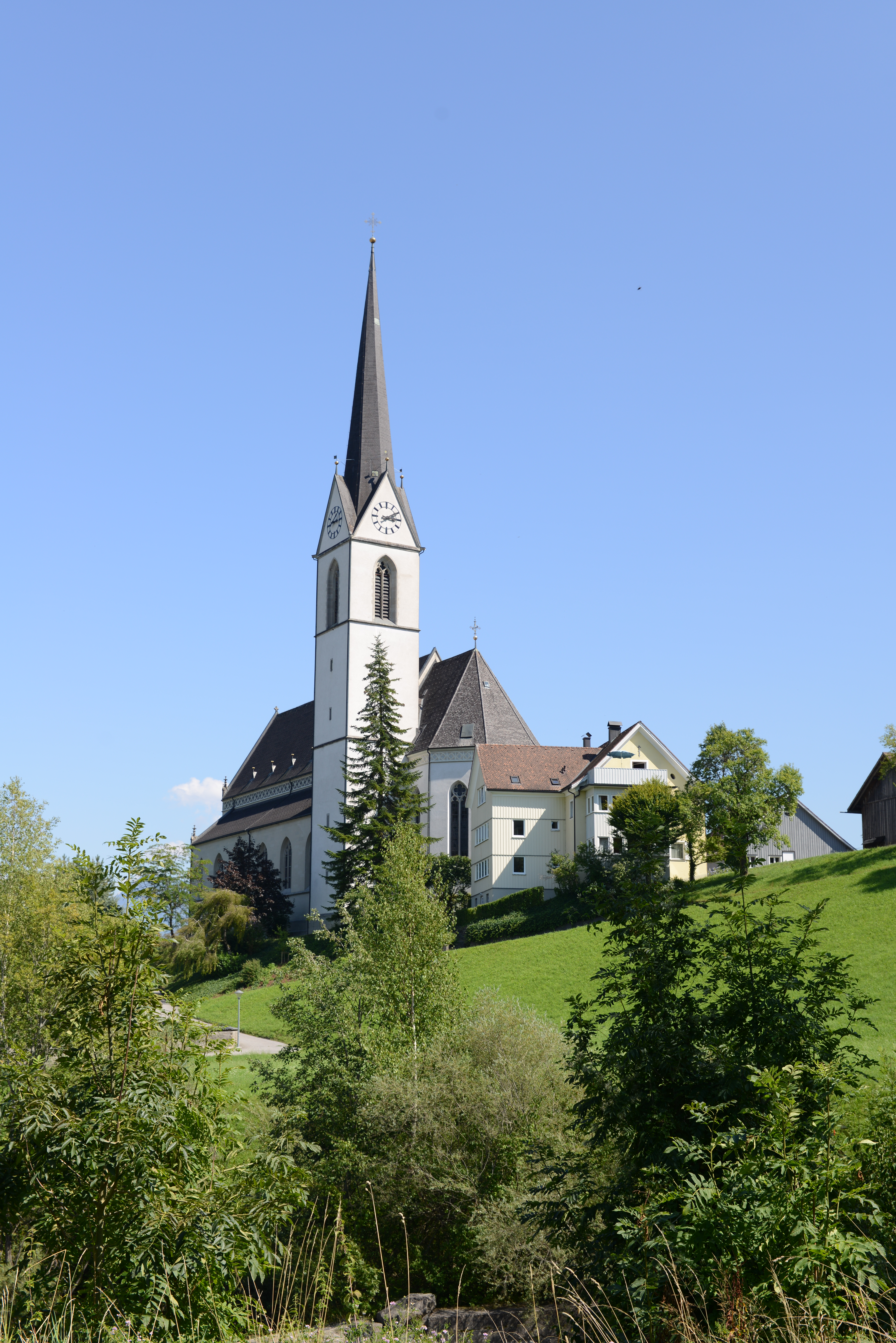
Pfarrkirche Frastanz

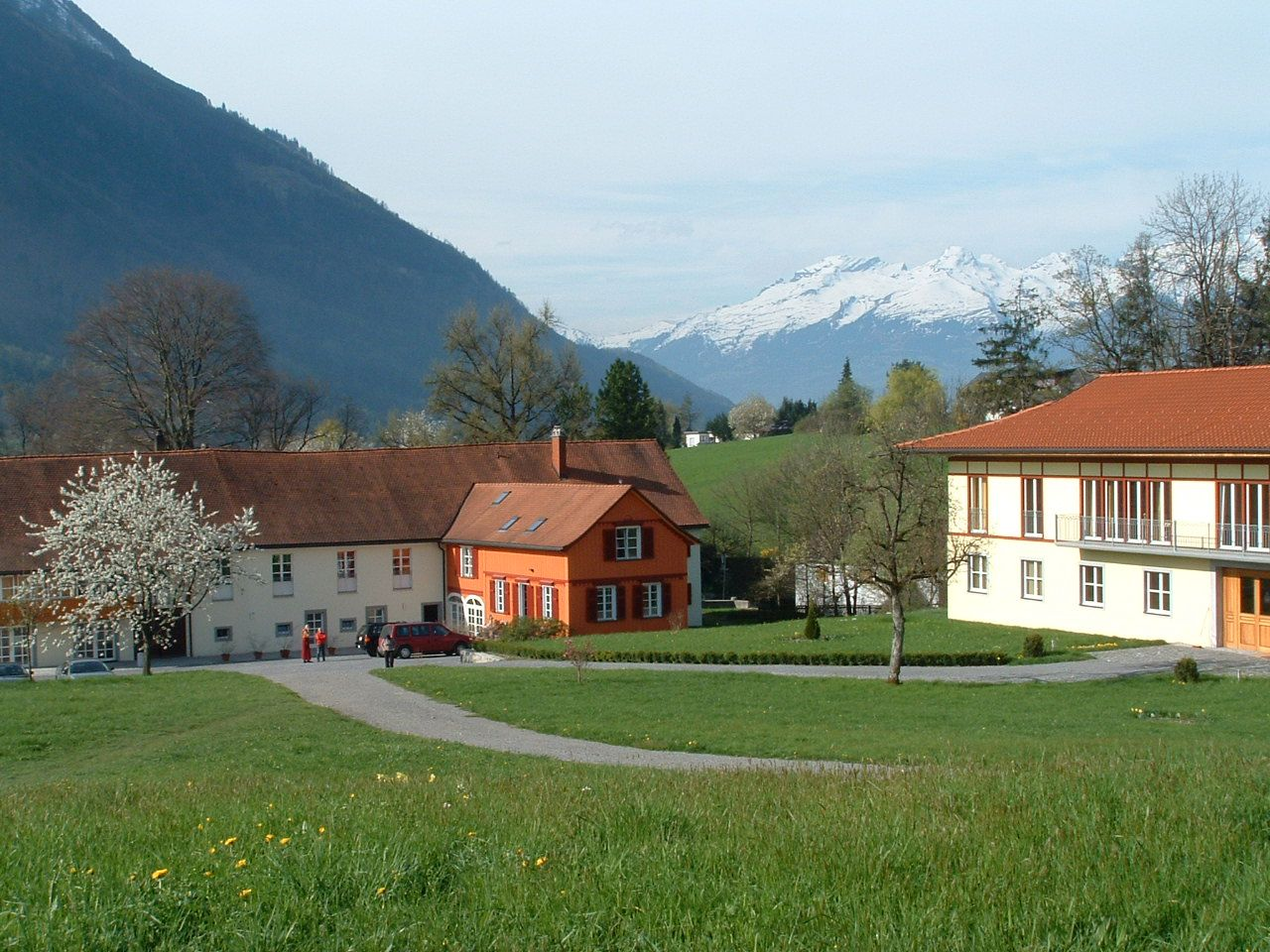
Letzehof

## Kultur und Sehenswürdigkeiten
- Katholische Pfarrkirche Frastanz hl. Sulpitius: Die Kirche wurde 1885 nach dem Plan des Kölner und Wiener Dombaumeisters Friedrich von Schmidt erbaut und zählt gemeinsam mit der Pfarrkirche Silbertal desselben Architekten zu den schönsten neugotischen Beispielen Westösterreichs. Dem Architekten gelang es, die strukturellen Qualitäten der Gotik mit der alpinen Topographie in Einklang zu bringen. Man könnte von einer landschaftlichen Schönheit dieser Bauten sprechen, die etwas vom Geist der Bilder der Donauschule beinhaltet. In beiden Fällen verstärkt der überhöhte Standort die gestische Zeichenhaftigkeit der Gotik.
- Zur Pfarre gehören mehrere denkmalgeschützte Kapellen (Beispiele): Kapelle St. Wendelin Frastanz, Kapelle Amerlügen, Kapelle Maria Ebene, Kapelle Klöslefeld, Ortskapelle Gampelün.
- Buddhistisches Kloster Letzehof: Direkt an der Gemeindegrenze zu Feldkirch in Maria Grün (Frastanz) befindet sich seit 1983 das Buddhistische Kloster Letzehof (Tashi Rabten), das erste buddhistische Kloster Österreichs. Es gehört in der Nachfolge nach dem tibetischen Meister Geshe Rabten der größten Tradition des tibetischen Buddhismus an. Ordinierte aus Asien und Europa erhalten hier, wie auch in den anderen zur Rabten Foundation gehörenden Stätten, wie dem Muttertempel (Rabten Choeling) am Genfersee ihre Ausbildung. Die Leitung des Klosters obliegt dem österreichischen Mönch Gelong Dschampa Lungtog. Der Letzehof wird häufig von Lehrern, Schulklassen und anderen interessierten Gruppen besucht, um authentische Information zum Thema Buddhismus zu erhalten.[4]

### Museen
- Vorarlberger Elektromuseum
- Vorarlberger Landesfeuerwehrmuseum
- Vorarlberger Museumswelt
- Vorarlberger Tabakmuseum

## Wirtschaft und Infrastruktur
Im Ortsteil Fellengatter waren früher Tabakanbau und die Hanfseilerei Lebensgrundlage.
Im Jahr 2003 gab es am Ort 117 Betriebe der gewerblichen Wirtschaft mit 1.687 Beschäftigten und 122 Lehrlingen; lohnsteuerpflichtige Erwerbstätige insgesamt: 2.533.

### Unternehmen
- E-Werke Frastanz
- Vorarlberger Brauereigenossenschaft Frastanz
- Rondo Ganahl AG
- SAMINA Produktions- und Handels GmbH

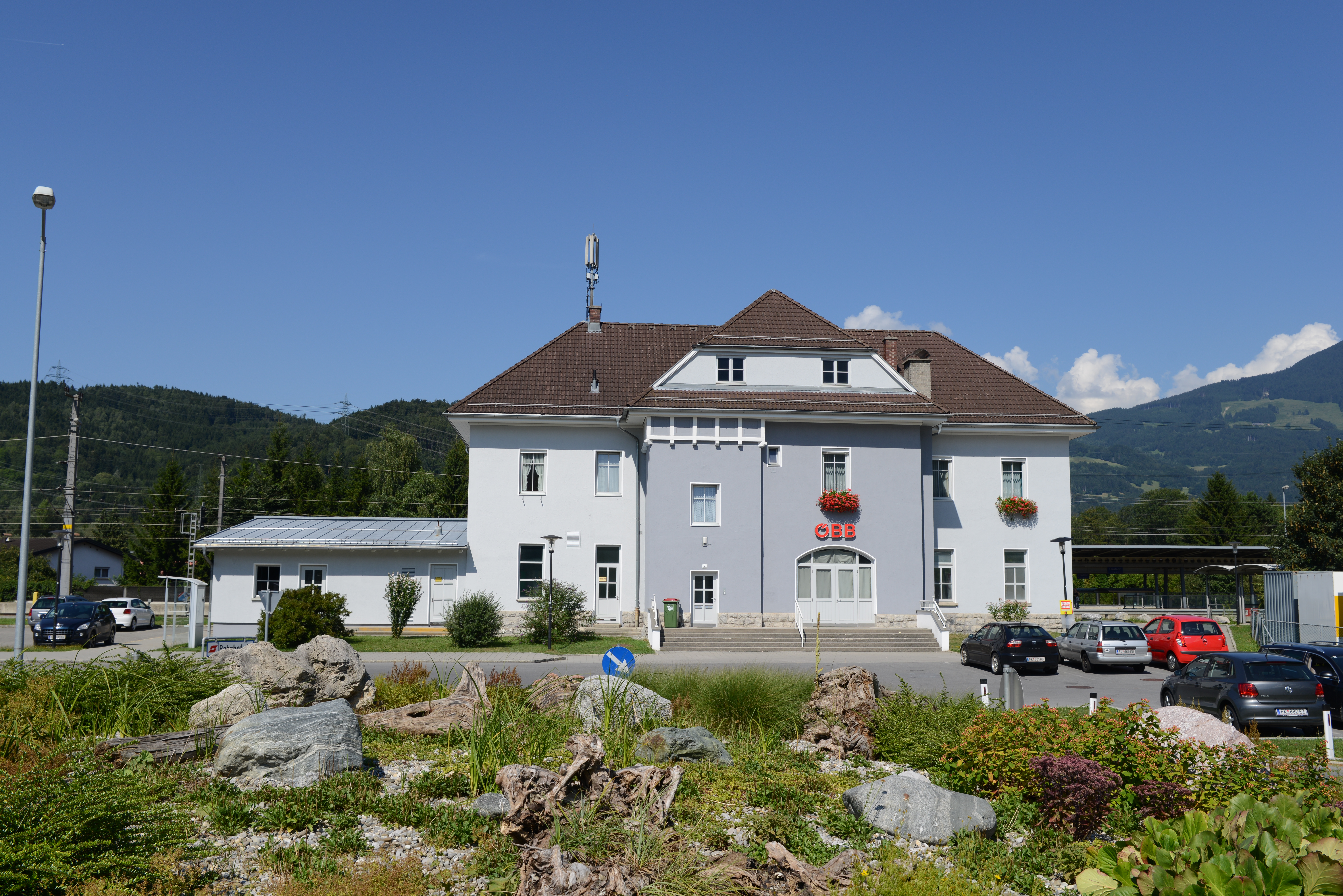
Bahnhof Frastanz

- MÜROLL GmbH[5]

### Verkehr
- Bahn: Die Haltestelle Frastanz liegt an der Bahnstrecke Lindau–Bludenz.

Es halten Züge der Linie S 1.
- Buslinien
  - Stadtbus Feldkirch: 407
  - Landbus Oberes Rheintal: 480
  - Landbus Walgau, Großes Walsertal und Brandnertal: 520 530 531 532 534 535, Nightline: N4[7]
- Straße: Stadttunnel Feldkirch

### Bildung

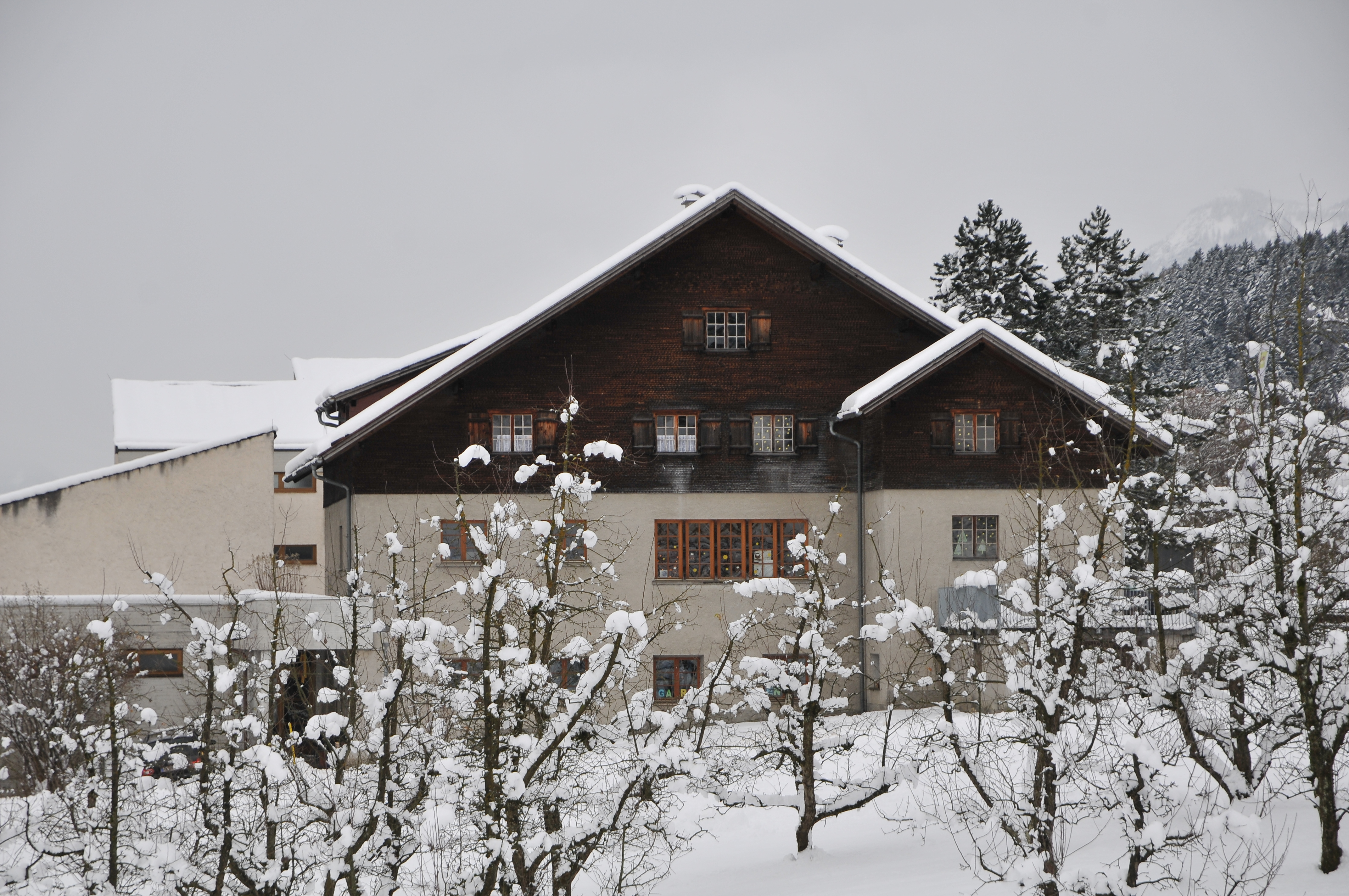
Kindergarten Fellengatter (ehemalige Volksschule)

In Frastanz gibt es drei Schulen und vier Kindergärten:
- Volksschule Frastanz-Hofen
- Volksschule Fellengatter
- Mittelschule Frastanz
- Kindergarten Amerlügen
- Kindergarten Einlis
- Kindergarten Fellengatter
- Kindergarten Hofen[10]

Es besuchen 221 Schüler eine Volksschule in Frastanz (+ 61 in Frastanz-Fellengatter) und 150 Schüler eine Mittelschule (Stand 2020/21).

### Gesundheit
- Krankenhaus Maria Ebene für Suchterkrankungen
- Schwimmbad Felsenau

## Politik

### Gemeindevertretung
In Vorarlberg wählen die Bürger alle fünf Jahre die Mitglieder der Gemeindevertretung durch Ankreuzen eines Listen-Wahlvorschlages bzw. durch Mehrheitswahl wenn kein Listenvorschlag vorliegt. Weiters den Bürgermeister durch Ankreuzen eines Wahlvorschlages.
Die Gemeindevertretung wählt in der konstituierenden Sitzung aus ihrer Mitte – sofern keine Wahl durch die Bürger zustande kam – gemäß § 61 Gemeindegesetz einen Bürgermeister und dann einen mindestens dreiköpfigen Gemeindevorstand. Die Zahl dieser „Gemeinderäte“ darf aber gemäß § 55 den vierten Teil der Zahl der Gemeindevertreter nicht übersteigen.
Der Bürgermeister führt den Vorsitz bei den generell öffentlichen Sitzungen der Gemeindevertretung, in denen kommunale Belange besprochen und Beschlüsse gefasst werden. Beobachter haben kein Mitspracherecht und kein Stimmrecht. Die Gemeindevertretung kann nach Bedarf Ausschüsse bestellen. Sitzungen des Gemeindevorstandes und der Ausschüsse sind nicht öffentlich.

#### Sitzverteilung nach den Wahlen
- Gemeindevertretungswahlen 1985: ÖVP 14, FPÖ 7, SPÖ 6.[14]
- Gemeindevertretungswahlen 1990: ÖVP 16, FPÖ 7, SPÖ 4.[15]
- Gemeindevertretungswahlen 1995: ÖVP 17, FPÖ 6, SPÖ 4.[16]
- Gemeindevertretungswahlen 2000: ÖVP 16, FPÖ 6, SPÖ 5.[17]
- Gemeindevertretungswahlen 2005: ÖVP 15, SPÖ 8, FPÖ 4.[18]
- Gemeindevertretungswahlen 2010: ÖVP 14, SPÖ 6, FPÖ 4, Grüne 3.[19]
- Gemeindevertretungswahlen 2015: ÖVP 14, Grüne 5, FPÖ 5, SPÖ 2, Für Frastanz 1.[20]
- Gemeindevertretungswahlen 2020: ÖVP 17, Grüne 6, FPÖ 3, SPÖ 1.[21]
- Gemeindevertretungswahlen 2025: ÖVP 19, Grüne 5, FPÖ 3.[22]

### Bürgermeister
- 1945–1947 Albert Welte[23]
- 1947–1950 Ludwig Dobler[23]
- 1950–1956 Gebhard Schmiedle[23]
- 1956–1974 Egon Tiefenthaler[23]
- 1974–2004 Harald Ludescher (ÖVP)[24]
- 2004–2019 Eugen Gabriel (ÖVP)[24]
- seit 2019 Walter Gohm (ÖVP)[25]

### Wappen
Das Gemeindewappen entstand im Jahre 1968 nach einem Entwurf des Schrunser Künstlers und Heraldikers Konrad Honold.
Die Verleihung des Wappens durch die Vorarlberger Landesregierung erfolgte am 2. Mai 1969. Es zeigt „In Blau oben eine goldene Sonne, unten ein nach links gewendetes silbernes Hifthorn mit schwarzen Beschlägen und schwarzer Schnur“. Das Symbol des Hifthorns erinnert an eine Sage, die sich anlässlich der blutigen Schlacht von Frastanz im Jahre 1499 abgespielt haben soll: Ein Hirtenknabe auf Amerlügen soll eine auf Umwegen unerwartet herannahende Abteilung der Eidgenossen bemerkt und seine Landsleute mit seinem Horn so lange gewarnt haben, bis er tot zu Boden fiel. Die Sonne in Blau bekundet die Zugehörigkeit zur Grafschaft Sonnenberg.

## Persönlichkeiten
- Leo Jutz (* 2. März 1889 in Frastanz; † 6. Dezember 1962 in Graz), Germanist
- Meinrad Tiefenthaler (* 21. März 1902 in Frastanz; † 21. August 1986 in Gurtis), Historiker und Archivar
- Adalbert Welte (* 30. Juni 1902 in Frastanz; † 9. Juli 1969 in Hard), Schriftsteller und Beamter
- Bruno Wiederin (* 24. August 1912 in Schruns; † 24. September 1995 in Frastanz), Lehrer und Komponist
- Hubert Gorbach (* 27. Juli 1956 in Frastanz), ehemaliger Vizekanzler
- Markus Wallner (* 20. Juli 1967 in Bludenz), Landeshauptmann von Vorarlberg